# Hiéroglyphe égyptien H6
Pour les articles homonymes, voir Plume (homonymie).

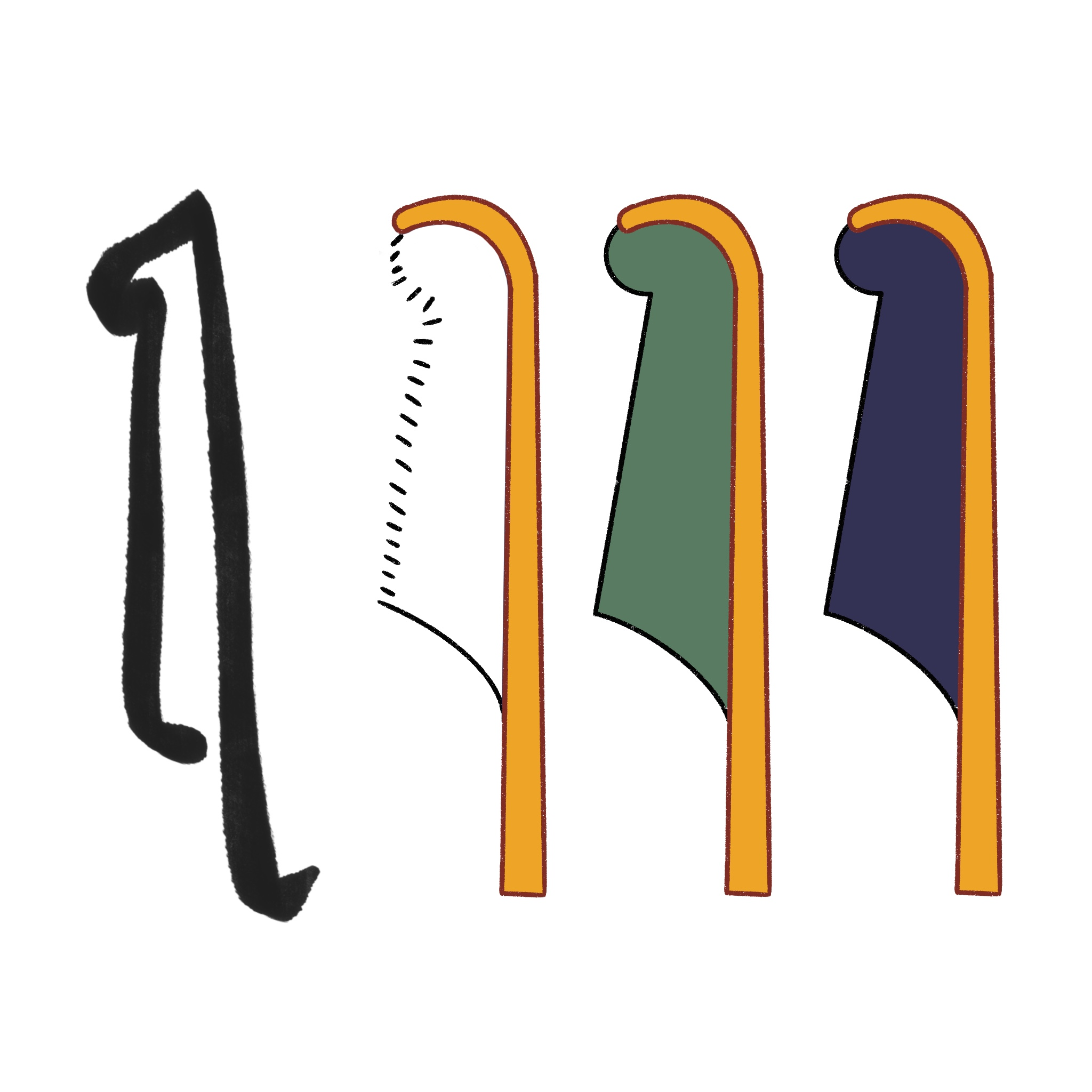
Version hiératique et hiéroglyphique

Le hiéroglyphe égyptien H6 (plume) est classifiée dans la section H « Parties d'oiseaux » de la liste de Gardiner ; cet hiéroglyphe y est noté H6. 

## Représentation
Il représente une plume d'autruche d'Afrique (Struthio camelus). Ses barbes peuvent être bleues, vertes ou blanches aux extrémités noires.
Il est translittéré mȝˁt, šwt ou šw.

## Utilisation
| H6 | t · Z1 |

| H6 | t · Z1 |

d'où son utilisation en tant que phonogramme bilitère de valeur šw.
| C10 |

| C10 |

| U5 · a | t | H6 | Y1 · Z2 |

| U5 · a | t | H6 | Y1 · Z2 |

| H6 |

| H6 |

| H6 |

| H6 |

| U5 · a | Y1V |

| U5 · a | Y1V |

du Moyen Empire pour aucun mot de cette racine.
| H6A |

| H6A |

| M17 |

| M17 |

## Exemples de mots
| H6 | w | A40 |

| H6 | w | A40 |

| H6 | W | i | W | G37 |

| H6 | W | i | W | G37 |

| H6 | w | w | M2 · Z2 |

| H6 | w | w | M2 · Z2 |